# Shikhar
Shikhar (Devnagari: शिखर) ist ein Bollywoodfilm mit Shahid Kapoor, Ajay Devgan, Amrita Rao und Bipasha Basu in den Hauptrollen.

## Handlung
Gaurav Gupta alias GG ist ein bekannter Bauunternehmer aus Bombay. Sein nächstes Projekt stellt seine bisher größte Herausforderung dar: Er möchte eine paradiesische Stadt außerhalb Bombays bauen. Dafür benötigt er dringend das Land von Guru Srinath Vardhan, ein ehemaliger Industrieller, der nun in einem kleinen Dorf ein spirituelles Leben führt. Doch Guru würde um nichts in der Welt sein Land verkaufen, was wiederum der Ruin von GG bedeuten würde, da er schon Millionen in das Projekt investiert hat.
Jaidev „Jai“ Vardhan ist der Sohn von Guru Srinath Vardhan und reist nach Bombay. Dort macht er Bekanntschaft mit Natasha, GGs Freundin. GG und Natasha verführen Jai mit all den luxuriösen Dingen, welche er von zu Hause nicht kannte. Jai beginnt das Leben zu genießen – er raucht, betrinkt sich, spielt und geht auf Partys – trotz der Warnungen seiner Kindheitsfreundin Madhavi. GG erkennt Jais Leichtsinnigkeit und nutzt seine Chance dessen Hilfe auszunutzen und das Land an sich zu reißen.
Fast zu spät erkennt Jai seine Fehler und will alles wieder zum Guten wenden – sowie den Traum seines Vaters erfüllen, nämlich die Landschaft zu bepflanzen. Mit Hilfe der Medien rückt er GGs Image und das des Politikers Amrit Patil ins schlechte Licht. Letztendlich muss GG das Projekt aufgeben und alle sind wieder glücklich.

## Musik
| Songtitel                    | Sänger/in                          |
| ---------------------------- | ---------------------------------- |
| Tu Hai Shikhar               | Jagjit Singh                       |
| Mere Maan                    | Alka Yagnik, Udit Narayan          |
| Dheere Dheere Hua (weiblich) | Sunidhi Chauhan                    |
| Dheere Dheere Hua (männlich) | K K                                |
| Fitna Dil                    | Sunidhi Chauhan, Udit Narayan, K K |
| Fitna Dil (Remix)            | Sunidhi Chauhan, Udit Narayan, K K |
| Aapko Sumjha Hai             | Sadhana Sargam, Rakesh Pandit      |
| Megha Re Megha               | Alka Yagnik, Udit Narayan          |
| Vaga                         | Ash Chandler                       |

## Auszeichnungen
Nominierung bei den Star Screen Awards (2006)
- Star Screen Award/Bester Hauptdarsteller an Shahid Kapoor

## Dies und Das
- Dies ist der dritte gemeinsame Auftritt aus insgesamt vier Filmen mit Shahid Kapoor und Amrita Rao. Die anderen waren in Ishq Vishk (2003), Vaah! Life Ho Toh Aisi! (2005) und Vivah (2006).